# DAF MB200
DAF MB200 — автобусное шасси, выпускающееся с 1965 по 1993 год нидерландской компанией DAF.

## Описание
Изначально шасси DAF MB200 разрабатывалось компаниями Oudsten из Вурдена и Hainje из Херенвена. Двигатель расположен по центру между передней и задней осями.
Большинство шасси обозначались индексами DKDL600 и DKDL564. Первоначально автобусы оснащались полуавтоматической трансмиссией Wilson-GB340 и 11,6-литровым дизельным двигателем. Позднее появились автоматические трансмиссии Allison и ZF Friedrichshafen AG.
Одиночные городские автобусы получили индекс MB200, а туристические — MB230. С 1982 года в модельный ряд входили сочленённые автобусы MBG200.
В 1988 году модель MB200 была заменена моделью MB230, производство которой продолжалось до 1993 года. 

## Эксплуатация
Около 600 автобусов поступило в Великобританию в 1975 году. С 1985 года в Австралии эксплуатировались сочленённые автобусы MBG200.

## Галерея

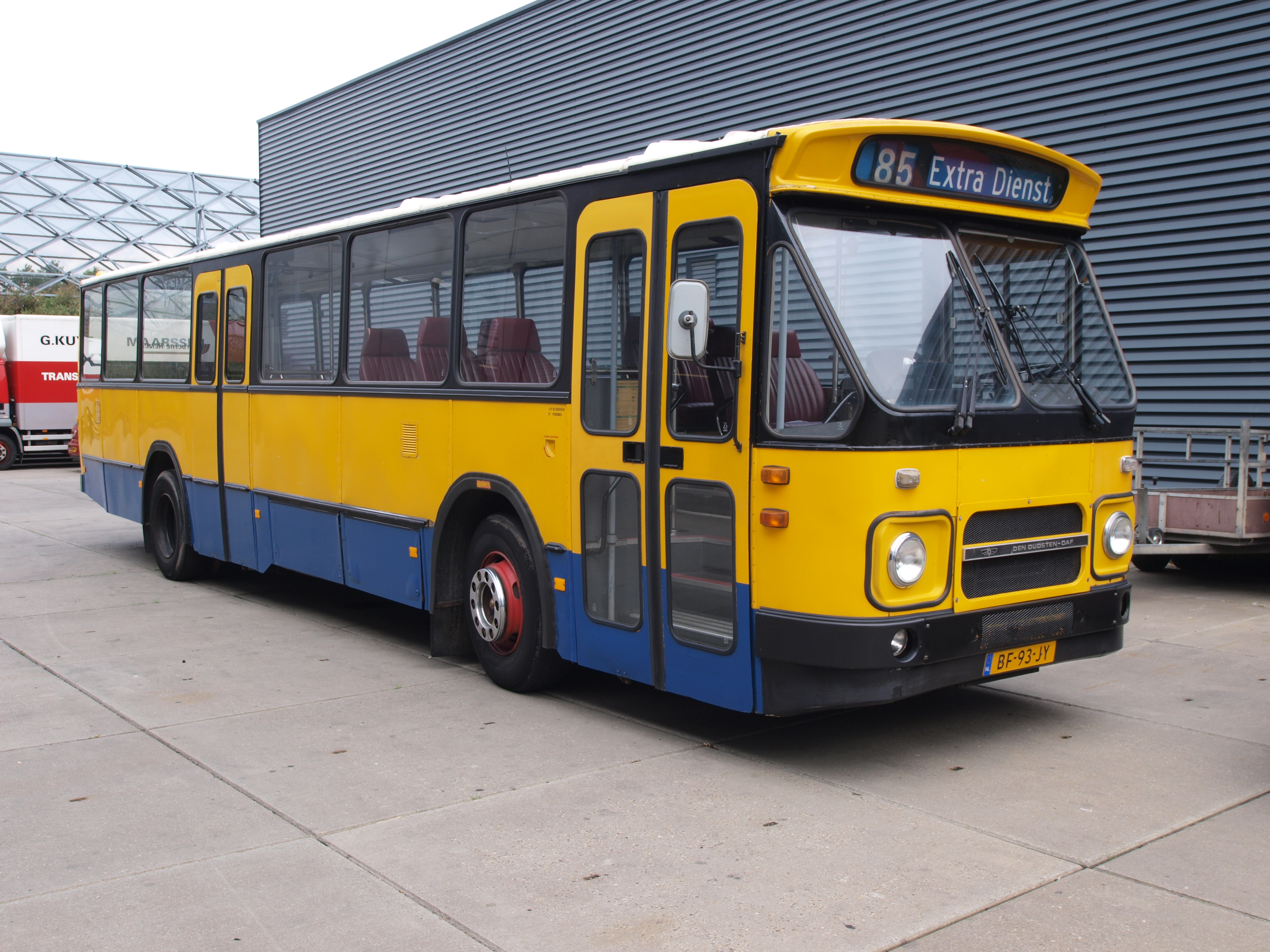
DAF MB 200
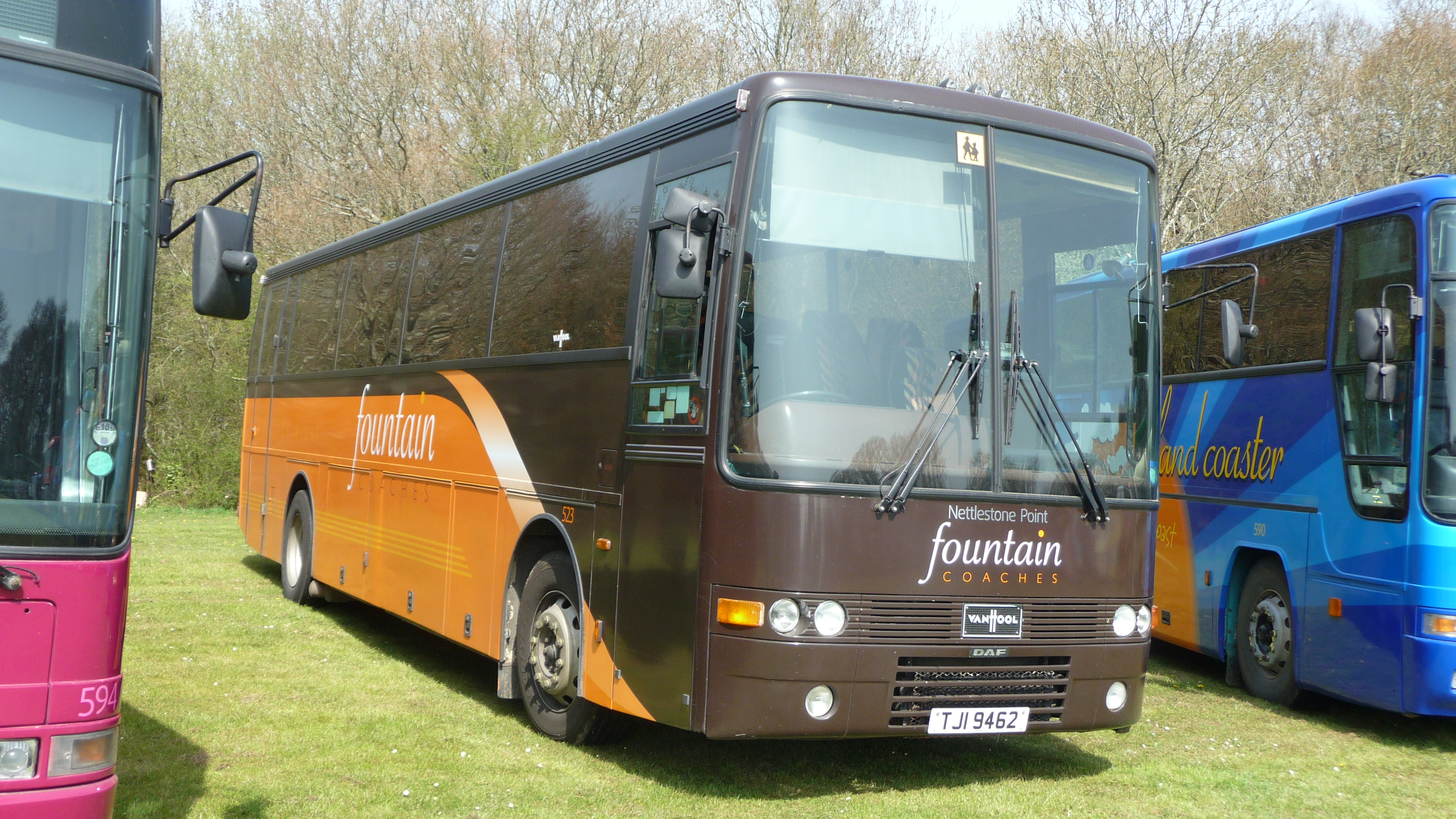
DAF MB230
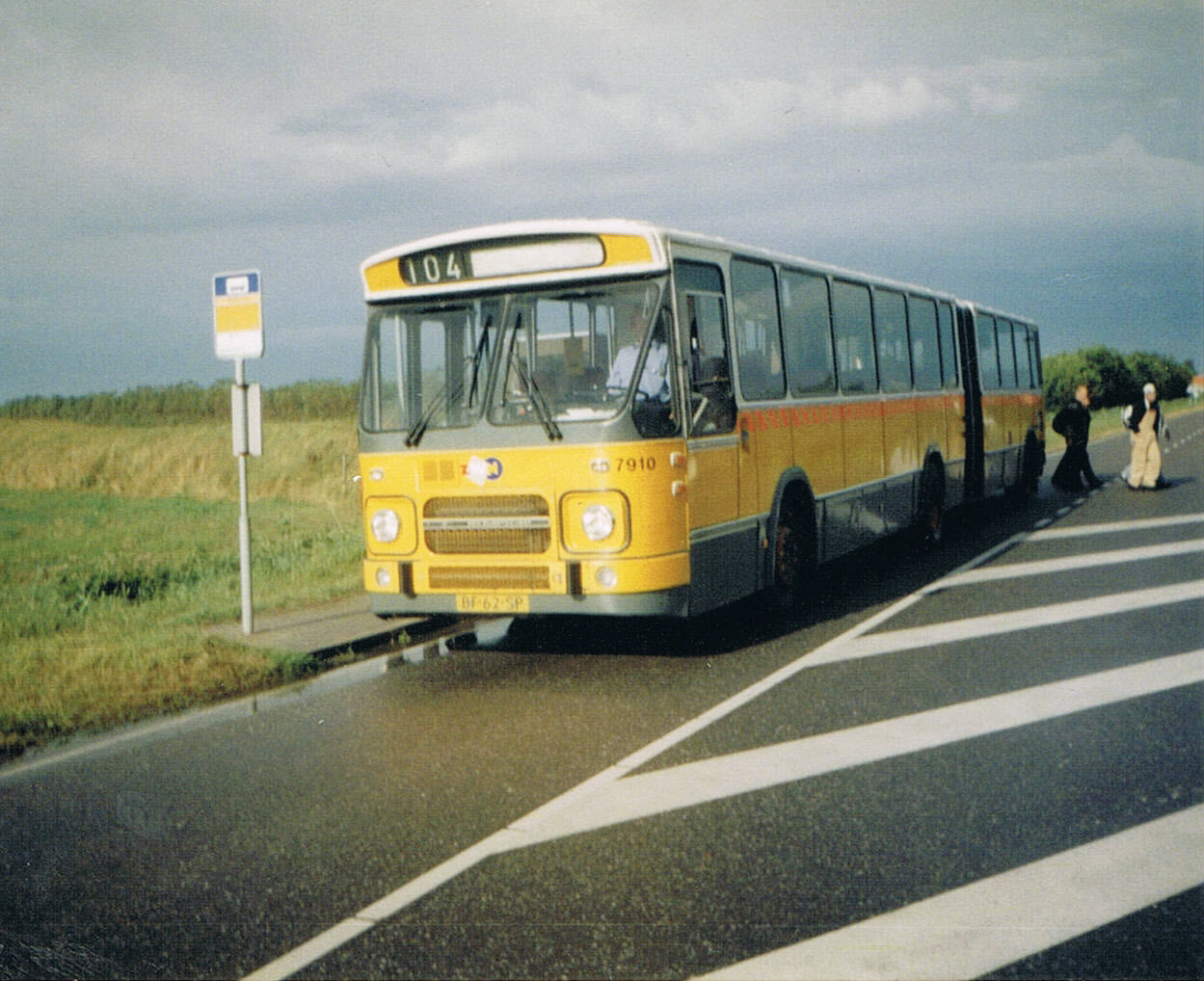
DAF MBG200